# Dresdner Stollenfest

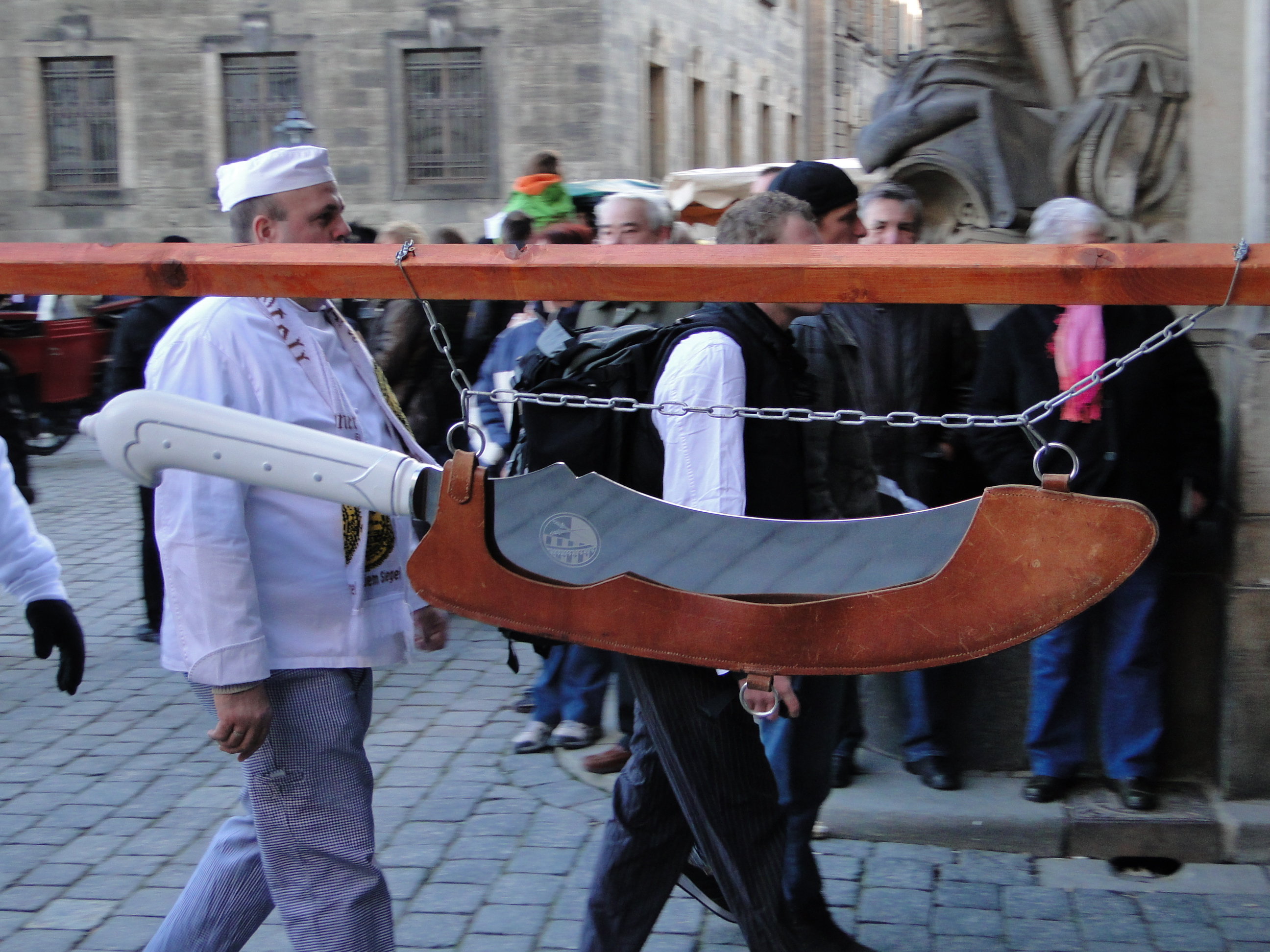
Die Nachbildung des großes Dresdner Stollenmessers beim Dresdner Stollenfest 2011

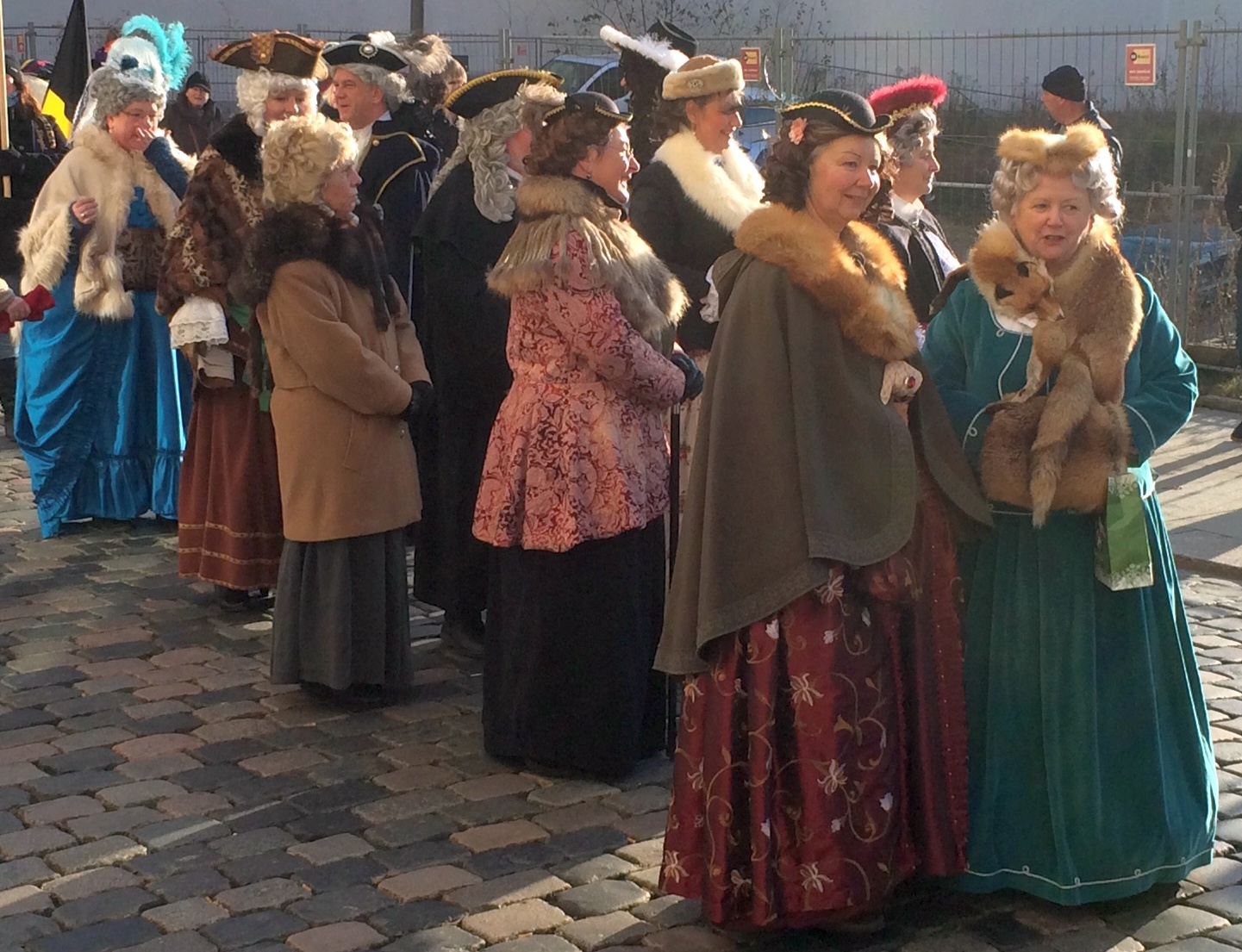
Eine Trachtengruppe beim Festumzug, Dresdner Stollenfest 2016

Das Dresdner Stollenfest ist ein Festtag zu Ehren des Dresdner Christstollens. Es wird seit 1994 alljährlich am Sonnabend vor dem zweiten Advent gefeiert und vom Schutzverband Dresdner Stollen e. V. sowie der Hommage Dresden GmbH veranstaltet. 2024 wurde das Fest am 7. Dezember gefeiert.

## Geschichte des Dresdner Stollenfests

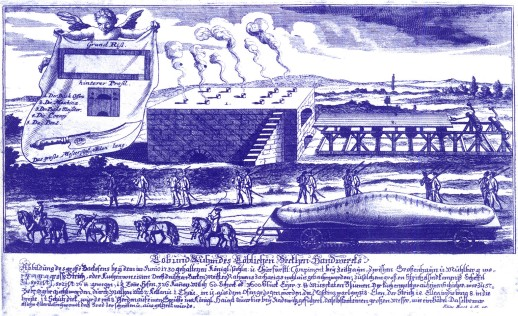
Kupferstich des Zeithainer Riesenstollens mit Backofen

Historischer Ursprung des Stollenfestes ist das Zeithainer Lustlager, das der sächsische Kurfürst August der Starke im Juni 1730 als opulente Truppenschau veranstalten ließ. Für seine royalen Gäste aus ganz Europa ließ er von Bäckermeister Johann Andreas Zacharias und dessen 60 Bäckerknechten einen 1,8 Tonnen schweren Riesenstollen backen. Er wurde in 24.000 Portionen verteilt.
Anfang der 1990er Jahre forschte der baden-württembergische Kunst- und Kulturforscher Peter Mutscheller im Auftrag der Hommage Dresden GmbH nach sächsischen Kulturschätzen, die in der Zeit der DDR in Vergessenheit geraten waren. Dabei entdeckte er im Kupferstichkabinett einen Kupferstich des Künstlers Elias Baeck, der den riesigen Stollen zeigte. Daraufhin wandten sich die Hommage Dresden GmbH und Mutscheller an den Schutzverband Dresdner Stollen e. V. mit der Idee, dies aufzugreifen und ein modernes Stollenfest zu initiieren. Seit dem 1. Stollenfest im Jahr 1994 findet das Dresdner Stollenfest stets am Sonnabend vor dem 2. Advent in Anlehnung an die barocke Großveranstaltung statt und gilt inzwischen als ein Höhepunkt des Dresdner Striezelmarktes und der Weihnachtshauptstadt Dresden.

## Hintergrund und Inhalt
Mit dem Stollenfest feiern die Dresdner und ihre Gäste gemeinsam mit den Stollenbäckern den Dresdner Christstollen sowie die Leistungsfähigkeit des Dresdner Bäcker- und Konditorenhandwerks. Mehr und mehr wird das Fest durch die Teilnahme befreundeter Handwerker-Innungen, z. B.  Müller, Klempner, Tischler, Schornsteinfeger, auch zu einer Schau traditioneller sächsischer Handwerkskunst.
Mittelpunkt des Stollenfestes ist der tonnenschwere Dresdner Riesenstollen, der größte Stollen der Welt. Nach seiner feierlichen Enthüllung vor dem Kulturpalast fährt der Riesenstollen auf einem Fuhrwerk in einem farbenfrohen, traditionellen Festumzug mit 500 Teilnehmern durch die Altstadt. Unter den Blicken tausender Schaulustiger (2024: 60.000) folgt die Umzugsroute einem Rundkurs durch die Dresdner Altstadt, vorbei am Schloss, an der Hofkirche und durch das Georgentor. Ziel des Festumzuges, der aus dem Riesenstollenwagen, weiteren Festwagen, historischen Umzugsbildern, Fanfaren- und Spielmannszügen besteht, ist der Striezelmarkt auf dem Altmarkt.
Auf dem Striezelmarkt angekommen, erfolgt der feierliche Anschnitt des riesigen Stollens. Die Anschnittzeremonie führen ein Bäckermeister und das Dresdner Stollenmädchen mit dem 1,60 Meter langen und zwölf Kilogramm schweren Großen Dresdner Stollenmesser durch. Der Riesenstollen wird dann in ca. 500-Gramm-Portionen zerteilt und innerhalb weniger Stunden an die Besucher des Festes für 10 Euro verkauft. Die Einnahmen aus dem Riesenstollenverkauf kommen einem karitativen Zweck zugute.

### Rekorde
Mit ihrem 2.720 Kilogramm schweren Dresdner Stollen vom 1. Stollenfest 1994 schafften die Dresdner Bäcker und Konditoren den Einzug in das Guinnessbuch der Rekorde und konnten den Rekord in den darauf folgenden Jahren mehrfach überbieten.
Der bisherige offizielle Weltrekord stammt aus dem Jahr 2000: Der Super-Striezel des 7. Dresdner Stollenfestes brachte 4.200 Kilogramm auf die Waage. Im Jahr 2013 wurden zum 20. Stollenfest 4.246 Kilogramm erreicht. Mit dabei waren 150.000 Besucher.
Zum Fest 2018 wog der Stollen 3.850 Kilogramm.
2023 wog der Stollen 1.860 Kilogramm, es wurden 3.000 Portionen verkauft. 2024 waren es 1.920 Kilogramm und 3.300 Portionen.

### Vorbereitung
Beim Backen sind ca. 60 der 112 Bäcker und Konditoren des Schutzverbandes Dresdner Stollen e. V. beteiligt, die die einzelnen Stollenplatten liefern. Diese werden am 1. Advent mit einem komplizierten System zu einem riesigen Stollen zusammengebaut und mittels Butter und Puderzucker in die Form eines Dresdner Christstollens gebracht. 
Für die Stollenplatten werden 2018 unter anderem etwa 1.350 Kilogramm Mehl, eine Million Sultaninen, 830 Kilogramm Butter und 310 Kilogramm Zucker verarbeitet.

## Das Dresdner Stollenmädchen
Seit 1995 begleitet die Figur des Dresdner Stollenmädchens die Stollensaison und das Dresdner Stollenfest. Als Repräsentantin des Dresdner Stollens und Schirmherrin des Stollenfestes wird das Stollenmädchen alljährlich zum Beginn der neuen Stollensaison für die Dauer eines Jahres gewählt. Die Kandidatinnen kommen aus den Reihen der auszubildenden Bäckerinnen, Konditorinnen und Bäckereifachverkäuferinnen des Berufsschulzentrums für Agrarwirtschaft und Ernährung in Dresden. Der Ausbildungsbetrieb des Stollenmädchens muss Mitglied im Schutzverband Dresdner Stollen e. V. sein. Wer Stollenmädchen wird, entscheidet der Stollenschutzverband.
In der Öffentlichkeit agiert das Stollenmädchen als Repräsentantin des Stollenbackhandwerks, steht Pressevertretern Rede und Antwort und vertritt den Dresdner Christstollen in diversen Unterhaltungsformaten. In der nationalen und internationalen Vermarktung des Dresdner Christstollens tritt es als Markenbotschafterin und Testimonial in Aktion.
Die Idee zum Dresdner Stollenmädchen hatte Holger Zastrow im Jahr 1995.

### Die Dresdner Stollenmädchen seit 1995
| Jahr | Titel                       | Name               | Ausbildungsbetrieb                           | erlernter Beruf                 |
| ---- | --------------------------- | ------------------ | -------------------------------------------- | ------------------------------- |
| 1995 | 1. Dresdner Stollenmädchen  | Sophia Looß        | -                                            | -                               |
| 1996 | 2. Dresdner Stollenmädchen  | Steffi Silbermann  |                                              |                                 |
| 1997 | 3. Dresdner Stollenmädchen  | Susanne Hayn       |                                              |                                 |
| 1998 | 4. Dresdner Stollenmädchen  | Susann Gnauck      |                                              |                                 |
| 1999 | 5. Dresdner Stollenmädchen  | Karin Seifert      |                                              |                                 |
| 2000 | 6. Dresdner Stollenmädchen  | Marlene Parth      |                                              |                                 |
| 2001 | 7. Dresdner Stollenmädchen  | Maria Grundmann    |                                              |                                 |
| 2002 | 8. Dresdner Stollenmädchen  | Katharina Franke   |                                              |                                 |
| 2003 | 9. Dresdner Stollenmädchen  | Sindy Funk         |                                              |                                 |
| 2004 | 10. Dresdner Stollenmädchen | Denise Hoffmann    |                                              |                                 |
| 2005 | 11. Dresdner Stollenmädchen | Natalie Liwadnich  |                                              |                                 |
| 2006 | 12. Dresdner Stollenmädchen | Mandy Irmscher     |                                              |                                 |
| 2007 | 13 Dresdner Stollenmädchen  | Sylvia Biedermann  |                                              |                                 |
| 2008 | 14. Dresdner Stollenmädchen | Luise Schneider    | Dresdner Backhaus                            |                                 |
| 2009 | 15. Dresdner Stollenmädchen | Christine Herrmann |                                              |                                 |
| 2010 | 16. Dresdner Stollenmädchen | Claudia Ruhmland   |                                              |                                 |
| 2011 | 17. Dresdner Stollenmädchen | Lisa Straßberger   |                                              |                                 |
| 2012 | 18. Dresdner Stollenmädchen | Cynthia Brozek     | Bäckerei Wippler                             | Fachverkäuferin                 |
| 2013 | 19. Dresdner Stollenmädchen | Friederike Pohl    | Konditorei & Café Bierbaum                   | Konditorin                      |
| 2014 | 20. Dresdner Stollenmädchen | Luise Fischer      | Bäckerei & Konditorei Hinkel                 | Konditorin                      |
| 2015 | 21. Dresdner Stollenmädchen | Lydia Heidig       | Konditorei Schreiber (Pirna)                 | Konditorin                      |
| 2016 | 22. Dresdner Stollenmädchen | Marie Lassig       | Dresdner Backhaus GmbH - Ihre Backmanufaktur | Konditorin                      |
| 2017 | 23. Dresdner Stollenmädchen | Hanna Haubold      | Bäckerei Wippler                             | Konditorin                      |
| 2018 | 24. Dresdner Stollenmädchen | Lina Trepte        | Feinbäckerei Heiko Trepte                    | Bäckereifachverkäuferin         |
| 2019 | 25. Dresdner Stollenmädchen | Veronika Weber     | Ottendorfer Mühlenbäcker                     | Konditorin                      |
| 2020 | 26. Dresdner Stollenmädchen | Johanna Meitzner   | Bäckerei Morenz                              | Bäckerin                        |
| 2021 | 27. Dresdner Stollenmädchen | Lisa Zink          | Feinbäckerei Hentschel                       | Bäckerin                        |
| 2022 | 28. Dresdner Stollenmädchen | Salome Selnack     | Bäckerei und Konditorei Donath               | Konditorin                      |
| 2023 | 29. Dresdner Stollenmädchen | Nelly Köhler       | Schaubäckerei Ullrich                        | Auszubildende im Bäckerhandwerk |

2024 ist das 30. Stollenmädchen Lorna Prenzel von der Feinbäckerei Richter.